# Бетейвія (Іллінойс)
Бетейвія (англ. Batavia) — місто (англ. city) в США, в округах Кейн і Дюпаж штату Іллінойс. Населення — 26 098 осіб (2020).

## Географія
Бетейвія розташована за координатами 41°50′53″ пн. ш. 88°18′31″ зх. д. / 41.84806° пн. ш. 88.30861° зх. д. (41.848191, -88.308645).  За даними Бюро перепису населення США в 2010 році місто мало площу 25,13 км², з яких 24,96 км² — суходіл та 0,17 км² — водойми. В 2017 році площа становила 27,63 км², з яких 27,13 км² — суходіл та 0,50 км² — водойми.

## Демографія
Згідно з переписом 2010 року, у місті мешкало 26 045 осіб у 9554 домогосподарствах у складі 7007 родин. Густота населення становила 1036 осіб/км².  Було 10042 помешкання (400/км²).
Расовий склад населення:
| - 91,9 % — білих - 2,4 % — чорних або афроамериканців - 1,8 % — азіатів - 0,2 % — корінних американців - 2,0 % — осіб інших рас |

До двох чи більше рас належало 1,6 %. Частка іспаномовних становила 6,8 % від усіх жителів.
За віковим діапазоном населення розподілялося таким чином: 27,5 % — особи молодші 18 років, 61,2 % — особи у віці 18—64 років, 11,3 % — особи у віці 65 років та старші. Медіана віку мешканця становила 40,4 року. На 100 осіб жіночої статі у місті припадало 94,8 чоловіків;  на 100 жінок у віці від 18 років та старших — 90,3 чоловіків також старших 18 років.
Середній дохід на одне домашнє господарство  становив 113 250 доларів США (медіана — 92 684), а середній дохід на одну сім'ю — 134 931 долар (медіана — 113 976). Медіана доходів становила 80 218 доларів для чоловіків та 53 941 долар для жінок. За межею бідності перебувало 5,6 % осіб, у тому числі 6,2 % дітей у віці до 18 років та 7,0 % осіб у віці 65 років та старших.
Цивільне працевлаштоване населення становило 13 383 особи. Основні галузі зайнятості: освіта, охорона здоров'я та соціальна допомога — 24,0 %, науковці, спеціалісти, менеджери — 14,2 %, роздрібна торгівля — 12,5 %, виробництво — 12,2 %.